# Ditassa edmundoi
Ditassa edmundoi là một loài thực vật có hoa trong họ La bố ma. Loài này được Fontella & C.Valente mô tả khoa học đầu tiên năm 1969.